# 神探夏洛克
《神探夏洛克》是一部英国的推理电视剧，改編自亞瑟·柯南·道爾爵士的夏洛克·福尔摩斯偵探小說。該劇將原著的故事背景從19世紀大英帝國鼎盛時期搬到了21世紀英國繁華熱鬧的大都市。
本剧編劇為史蒂芬·莫法特和马克·加蒂斯。由班奈狄克·康柏拜區饰演夏洛克·福尔摩斯，馬丁·費里曼饰演約翰·華生。继2009年末播出的试播集之后，各90分钟的第一季三集在2010年7月、8月于英國廣播公司第一台和英國廣播公司高清台播放；第二季的三集於2012年1月播放，並於同年5月在美國的英國廣播公司美國台和PBS公共广播电视公司頻道播放。第三季則于2014年1月1日開始在英国播出，並取得平均達1182萬人次的收視率，成為英國自2001年以來，收視率最高的電視劇集。這部劇集已在超過200个國家及地區播放。
此劇是哈斯伍德电影公司為英国广播公司製作，並成為美国公共电视台《名著》（Masterpiece）系列的一部分。劇集曾在多個地區進行拍攝，包括伦敦、梅瑟蒂德菲尔、斯旺西、达特穆尔和加的夫等。其他演員包括鲁珀特·格雷夫斯飾演雷斯垂德探長、安德魯·斯科特飾演吉姆·莫里亚蒂教授、马克·加蒂斯飾演迈克罗夫特·福尔摩斯、尤娜·斯塔布斯飾演房東哈德遜夫人（Mrs. Hudson），维森特·鲁宾逊和露易絲·布瑞莉出演常設角色。
劇集播出後獲得廣泛的好评，並在英國學術電視獎、艾美獎及金球獎上奪得多項提名。其中在英國學術電視獎中獲得包括最佳電視劇集在內的7個獎項，而在艾美獎上則奪得包括最佳男主角、最佳男配角及最佳編劇等7個獎項，以及合共21項提名。
三季全九集均已發售DVD和Blu-ray，並商業搭配了一些柯南·道爾的原著小說，劇集的原聲音樂大碟亦已發行。2014年1月，劇方發佈了一款官方的手機程式遊戲。
《新世紀福爾摩斯》第4季於2017年1月1日於英國首播。台灣由LINE TV、MyVideo上架四季全集。

## 製作

### 起源和開發
本劇兩名原創人史蒂芬·莫法特和马克·加蒂斯都是夏洛克·福爾摩斯的死忠支持者，而且在拍攝維多利亞時代的劇有相當經驗。莫法特在2007年曾改編名著《化身博士》為劇集《變身怪醫》，加蒂斯也曾為《異世奇人》編寫一集有關查爾斯·狄更斯的《借屍還魂》。同為《異世奇人》編劇的兩人，在若干趟前往卡迪夫《異世奇人》製作大本營的火車旅途中談到改編《福爾摩斯》的計劃。出席蒙特卡洛一個頒獎禮期間，擔任監製的蘇惟周（莫法特的妻子）鼓勵他們要趕在其他同行想到同一概念前着手開展計劃。2008年9月，莫法特和加蒂斯邀請斯蒂芬·汤普森加入編劇組一起構思劇本。
加蒂斯批評近年改編《福爾摩斯》的電視劇「太恪守原著而且步調太慢」，還不如像1930年代至1940年與原著甚異的贝锡·罗斯本主演電影系列。班奈狄克·康柏拜區版本的福爾摩斯用上了各樣現代科技，包括簡訊、網際網路和GPS來偵查罪案。執導了首季兩集的保羅·麥桂根表示這點保留了阿瑟·柯南·道爾筆下角色的特點，「在書中他會盡可能運用各種儀器，長駐實驗室。這純粹是這點的現代版本。他會用現時可接觸的工具來解難。」
新版本保留了原著小說中的經典元素，例如主角的地址仍舊是貝克街221B號，同樣以莫里亚蒂作為宿敵。即使書中的事件都轉移到現代，原著的一些細節也能順利過渡。例子包括劇中的約翰·華生曾在阿富汗戰爭中服役，原著的華生也在第二次英阿戰爭（1878–1880）因傷退役，加蒂斯對此表示「我想現時都是一樣的戰爭了，一樣不能取勝的戰爭。」
根據2008年8月在愛丁堡國際電影節上公布，《新福爾摩斯》將以一集60分鐘試播集的形式，在2009年中期或下半年播出。製作團隊期望試播成功後推出完整的連續劇。可是，試播集的初版（據《衛報》稱製作費達£800,000）在BBC及其他媒體間流言是一部潛在的災難。其後BBC決定取消播出試播集，改為拍為三集90分鐘長的連續劇。未曾播出的試播則收錄在第一季的DVD中。創作團隊在評述音軌中澄清BBC對試播集「非常滿意」，但後者要求改變其形式。劇評人Mark Lawson看過DVD後指試播集被「擴展重寫，在外觀、節奏和音效方面也完全改進了。」2009年7月，BBC戲劇部宣布製作三集90分鐘電視劇，2010年播出。此前莫法特已表示假如《新福爾摩斯》獲許製作連續劇，會讓加蒂斯出任執行監製，好讓自己能專注於《異世奇人》工作。

### 選角
莫法特和惟周觀看2007年戰爭片《愛·誘·罪》後對演員班奈狄克·康柏拜區表示賞識，希望他能出演福爾摩斯。演員在創作團隊面前試讀劇本後得到角色。《衛報》報導：「甘巴貝治在演怪誕、睿智的人方面享賦盛名，他演的福爾摩斯為人冷漠、高科技，和輕度自閉。」康柏拜區表示：「考慮到他腦海中字詞的體積和思考的速度，扮演他是很大的挑戰——你須要極高速地進行推理。他能比觀眾和身邊的人早走一步。他們不太能揣摩他的腳步正把他帶到哪裏去。」BBC威爾士戲劇部主管Piers Wenger對本劇的夏洛克是「現代世界一個動態的超級英雄，一個自大的天才型偵探，渴望證明自己聰明過兇手和警察——準確來說是所有人。」為迎合現代的社會風氣和廣播條例，甘巴貝治版的福爾摩斯放棄了抽煙斗，改用尼古丁貼片。編劇組認為夏洛克說話方式不用像個「不折不扣的現代人」。莫法特指最初想「他聽起來從不像在發表演說」不過，莫法特在第二季把角色調整為更維多利亞時代，以突出甘巴貝治的「美麗聲線」，以令人更認為「他在發表演說」。
在《觀察家報》一篇訪談中，原創人之一的马克·加蒂斯談及他們找華生的扮演者比找福爾摩斯的還要困難。監製蘇惟周說：「班奈狄克是我們為夏洛克一角唯一引見過的演員。確定了班奈狄克僅僅能肯定為約翰·華生一角添上火花——而且你能在他們步入房間的一刻就意識到他們是結伴工作的。」數名演員參與了華生一角的試鏡，最終馬丁·費里曼得到了角色。史蒂芬·莫法特說馬特·史密斯是第一個試鏡失敗的。他因為外貌太「愚笨」而被拒，然而監製們想要一個「較正常」的華生。此後不久，史密斯獲莫法特招為《異世奇人》的第11代博士。
編劇組指費里曼的獲選有助塑造出康柏拜區出演福爾摩斯的方式。莫法特和加蒂斯兩人都想到「友誼」作主題。加蒂斯認為讓角色有適當作風非常重要。「華生不是一個笨人，雖然柯南·道爾的確經常拿他取樂。」加蒂斯說。「但只有笨人才會結交到一堆笨人。」他評價費里曼是個「與班奈狄克的每樣東西都相反的那種人，除了天分的多少外......馬丁能從平常人中找到一種詩意。我喜歡他對所有事物講究的現實主義。」費里曼形容華生是福爾摩斯的「道德指南針」，因為後者很少察覺自己的行為違反道德倫理。
DI格雷格·雷斯垂德由魯伯特·格雷夫斯飾演。角色的原型是小說的雷斯垂德探長。加蒂斯考慮到現行英格蘭的警銜，把原著的「探長」（Inspector）改為「偵查督察」（Detective Inspective，簡稱DI）。莫法特和加蒂斯認為雷斯垂德在原著甚少登場，性格飄忽，每則故事各異，決定按《六座拿破仑半身像》塑造一個對福爾摩斯既不解又敬愛的雷斯垂德，而且是福爾摩斯眼中蘇格蘭場中最出色的人。數名候選演員參與了試演，但演出也帶喜劇色彩，創作團隊較喜歡格雷夫斯的嚴肅，最終選了他。在《地獄犬》一集中，角色的名字設定為「葛雷格」（Greg）。
吉姆·莫里亞蒂在《致命遊戲》中登場，由安德鲁·斯科特飾演。莫法特說：「一開始我們便知道自己想拍莫里亞蒂。莫里亞蒂通常是一個比較陰沉、上流的反派，所以我們想他是一個十分可怕的人。一個絕對心理變態的人。」最初莫法特和加蒂斯不打算安排莫里亞蒂和夏洛克在首三集碰頭，但後來卻認為「必須要拍他們正面交鋒的一幕。我們要參照「《最後一案》拍兩名宿敵相遇。」
其他常設角色包括尤娜·斯塔布斯飾演的哈德遜夫人，原創人之一的马克·加蒂斯飾演迈克罗夫特·福尔摩斯和丽莎·麦爱丽丝特飾演的安西娅（Anthea，迈克罗夫特的助手）。其他較少出場的角色警長多诺万（Sergeat Donovan）、安德森（Anderson）和茉莉·霍珀（Molly Hooper）分別由维森特·鲁宾逊，乔纳森·阿里斯和露易絲·布瑞莉（Louise Brealey）飾演。在第三季中，华生的妻子玛丽·摩斯坦（Mary Morstan）由华生的扮演者馬丁·費里曼在现实中的女友阿曼达·艾宾顿饰演；而大反派查理斯·奥古斯都·马格努森（Charles Augustus Magnussen）由丹麥演員拉尔斯·米科尔森飾演。
客席演出包括菲尔·戴维斯飾傑夫（Jeff）、保罗·彻克飾演DI迪莫克（DI Dimmock）、佐伊·特尔福德飾演莎拉（Sarah）、嘉玛·陈（Gemma Chan）飾演姚素琳（Soo Lin Yao）、约翰·塞森斯飾演肯尼·普林斯（Kenny Prince）、海丁·格溫飾演瓦茨拉夫小姐（Miss Wenceslas）、黛博拉·摩尔飾演案中受害者，彼得·戴維森聲演天文館的旁白。還有第二季才登場飾演「那個女人」艾琳·艾德勒的蘿拉·普沃和飾演亨利·奈特（Henry Knight）的拉塞爾·托維。此外，在第三季中出现的福尔摩斯的父母由班奈狄克·康柏拜區的亲生父母：蒂莫西·卡尔顿·康伯巴奇（Timothy Carlton Cumberbatch）和婉达·范森（Wanda Ventham）饰演。

### 攝製
本劇由BBC威爾士出資，哈斯伍德电影公司製作，BBC Worldwide也有提供部分資金。PBS旗下的Masterpiece系列节目亦參與了本劇的製作。試播集由莫法特編劇，科奇·吉尔佐（Coky Giedroyc）執導，在2009年1月開拍。連續劇版的首三集其後在2010年1月開拍。保羅·麥桂根執導第一和第三集，優羅斯·里安執導第二集。三集拍攝和播出的順序相反。
加蒂斯表示他們想「像歷史版本迷戀維多利亞時代的倫敦一樣迷戀現代倫敦」。劇組的大本營設在哈斯伍德电影公司的卡迪夫製作單位西哈斯伍德電影公司，該處單位是趁着BBC開發卡迪夫灣戲劇村之際進駐附近的。在卡迪夫拍劇比在倫敦更經濟，部分景物與倫敦相當吻合。但是，標誌性的建築物畢竟不能造假，因此劇組亦必須回到首都取景。福爾摩斯和華生的住處貝克街221B號實際場景是高爾北街（North Gower Street）185號，這是由於真正的貝克街交通繁忙，而且存在太多標有夏洛克·福爾摩斯的景物。執行監製贝丽尔·弗图（Beryl Vertue）解釋把福爾摩斯住所設計成現代場景的重要性，但仍要表現他的怪異，認為他不會住在「太城郊」或「太現代」的地方。
試播集的服裝由BAFTA Cymru獎得主雷·霍尔曼（Ray Holman）設計。在正式連續劇版中，康柏拜區穿著一件價值£1,000的Belstaff牌外套。連續劇的服裝設計師萨拉·阿瑟（Sarah Arthur）解述了自己如何塑造偵探的外型：「福爾摩斯對時尚不感興趣，所以我讓他穿著帶有現代特式的古典裝束：窄腳長褲配一件兩鈕貼身上衣。我也設計了一件貼身襯衣配長身外套以配合動作場面——在倫敦的天際線下非常可觀。」
編劇組表示他們不想把故事強行現代化。創作期間所遇的困難，包括要決定是否保留福爾摩斯住所前門的「221B」門牌。加蒂斯和莫法特稱現代人只會把門牌數字標示於門外，由門鈴聯繫各個單位。但他們認為整個門牌過於深入民心而將其保留。編劇組也決定讓兩名主角不帶姓氏地直呼對方名字，而不再是傳統的「福爾摩斯」和「華生」。劇名Sherlock（福爾摩斯的名字）正好表現這項改動。導演保羅·麥桂根也提出把短訊文字浮於畫面，省去了切入手掌提着電話的鏡頭。
監製們在籌備第二季期間碰上了檔期問題。兩名主角康柏拜區和費里曼參與拍攝2012年電影，另一方面莫法特也要兼顧《異世奇人》首席編劇的職務。為保償時間不足，《衛報》報導本季會「重現柯南·道爾最為人熟識的三個故事」。加蒂斯表示創作團隊曾就僅用三年時間完成這些故事起過爭執，但莫法特解釋他們反對「好戲留在後頭」。第二季中，福爾摩斯和華生的關係會變得更深厚，而且華生對福爾摩斯的推理的驚奇漸少。在第二集《地獄犬》中，華生將以充當主要偵查者。受第一季來自觀眾和評論界好評的帶動下，劇組在製作第二季時充滿信心。

### 配樂
主題和間場音樂由大衞·阿諾德和馬克爾·派斯創作。阿諾德解述他倆和監製共事以「想出中心主題和特色」，未幾創作出「將成為本劇標誌性聲音」的配樂。不少樂章是在合成器的協助下作成，但最終劇中所用的音軌都是真人演出錄製的，阿諾德稱這為配樂「帶來生命」。派斯表示演奏者能順應劇中片段調整配樂的演奏。

## 演員
| 演員                                   | 角色                                                    | 粵語配音 (TVB)                      | 季度 | 季度 | 季度                        | 季度 | 季度                          | 季度 | 演出 集數 |
| 演員                                   | 角色                                                    | 粵語配音 (TVB)                      | 1    | 2    | 網絡特輯 Many Happy Returns | 3    | 電影特輯 The Abominable Bride | 4    | 演出 集數 |
| -------------------------------------- | ------------------------------------------------------- | ----------------------------------- | ---- | ---- | --------------------------- | ---- | ----------------------------- | ---- | --------- |
| 主要角色                               |                                                         |                                     |      |      |                             |      |                               |      |           |
| 班奈狄克·康柏拜區 Benedict Cumberbatch | 威廉·夏洛克·史葛·福爾摩斯 William Sherlock Scott Holmes | 李家輝(S.1) 潘文柏(S.2-4)           | 主演 | 主演 | 主演                        | 主演 | 主演                          | 主演 | 14        |
| 馬丁·費里曼 Martin Freeman             | 約翰·哈米許·華生 John Hamish Watson                     | 蔡忠衛(S.1) 葉振聲(S.2-4)           | 主演 | 主演 | 主演                        | 主演 | 主演                          | 主演 | 14        |
| 魯珀特·格雷夫斯 Rupert Graves          | 葛瑞格·雷斯垂德 Greg Lestrade                           | 陳冠宏(S.1) 招世亮(S.2-4)           | 主演 | 主演 | 主演                        | 主演 | 主演                          | 主演 | 12        |
| 尤娜·斯塔布斯 Una Stubbs               | 瑪莎·哈德森 Martha Louise Hudson                        | 譚淑嫻(S.1) 袁淑珍(S.2-4)           | 主演 | 主演 |                             | 主演 | 主演                          | 主演 | 10        |
| 馬克·加蒂斯 Mark Gatiss                | 麥克羅夫·福爾摩斯 Mycroft Holmes                        | 譚漢華(S.1) 張炳強(S.2) 陳欣(S.3-4) | 常規 | 主演 |                             | 主演 | 主演                          | 主演 | 9         |
| 露易絲·布瑞莉 Louise Brealey           | 茉莉·賀柏 Molly Hooper                                  | 羅婉楓(S.1) 許盈(S.2-3) 詹健兒(S.4) | 常規 | 主演 |                             | 主演 | 主演                          | 主演 | 9         |
| 安德魯·斯科特 Andrew Scott             | 吉姆·莫里亞蒂 Jim Moriarty                              | 劉文光(S.1) 陳廷軒(S.2-4)           | 客串 | 主演 |                             | 常規 | 客串                          | 主演 | 7         |
| 阿曼達·艾賓頓                          | 瑪麗·伊莉莎白·莫斯坦 Mary Elizabeth Morstan             | 梁少霞                              |      |      |                             | 主演 | 主演                          | 主演 | 7         |
| 席安·布魯克                            | 歐洛斯·福爾摩斯 Eurus Holmes                            | 林元春                              |      |      |                             |      |                               | 主演 | 2         |
| 常設角色                               |                                                         |                                     |      |      |                             |      |                               |      |           |
| 喬納森·阿里斯                          | 菲利浦‧安德森 Philip Anderson                           | 袁德基(S.1) 林國雄(S.2) 李錦綸(S.3) | 客串 | 客串 |                             | 常規 | 常規                          |      | 7         |
| 維森特·魯賓遜 Vinette Robinson         | 莎莉·多娜文 Sally Donnovan                              | 曾月娥(S.1) 黃玉娟(S.2-3)           | 常規 | 客串 |                             | 客串 |                               |      | 4         |
| 佐伊·特爾福德                          | Sarah Sawyer                                            |                                     | 常規 |      |                             |      |                               |      | 2         |
| 拉娜·普拉芙                            | 艾琳·阿德勒 Irene Adler                                 | 陸惠玲                              |      | 客串 |                             | 客串 |                               |      | 2         |
| 拉爾斯·米科爾森 Lars Mikkelsen         | 查爾斯·奧古斯·馬格努斯                                  | 朱子聰                              |      |      |                             | 常規 |                               |      | 2         |
| 尤絲美・艾克美                         | 珍妮 Janine Hawkins                                     | 鄭麗麗                              |      |      |                             | 常規 | 客串                          |      | 3         |
| 提摩太·卡爾頓                          | Mr Holmes                                               | 盧國權                              |      |      |                             | 常規 |                               |      | 1         |
| 雲達·范森                              | Mrs Holmes                                              | 林丹鳳                              |      |      |                             | 常規 |                               |      | 1         |

## 集數
該劇共播出四季，每季皆由3集構成。第一季最初於2010年7至8月在BBC播出，並於同一年10月在PBS首播。第二季於2012年1月在英國首次播出，之後在5月於美國播出。第三季於2014年1月1日在英國首播，並於1月19日在美國首播。該劇已在180個地區播放。特別集於2016年1月1日同時在BBC One和PBS上首播，標誌著該劇首次在英國和美國的同一天播出。第四季於2017年1月1日在BBC One和PBS上首播，並於2017年1月15日完結。但是第五季至今未有开拍时间，相关制片人曾表示，需要两位领衔的主演能抽出时间进行拍摄，且该季有可能以电影的形式拍摄。

| 季數   | 集数   | 集数   | 首播日期      | 首播日期      | 英國平均收視人數（百萬） | 美國平均收視人數（百萬） |
| 季數   | 集数   | 集数   | 首映          | 季终          | 英國平均收視人數（百萬） | 美國平均收視人數（百萬） |
| ------ | ------ | ------ | ------------- | ------------- | ------------------------ | ------------------------ |
| 1      | 3      | 3      | 2010年7月25日 | 2010年8月8日  | 8.37                     | 不適用                   |
| 2      | 3      | 3      | 2012年1月1日  | 2012年1月15日 | 10.23                    | 4.4                      |
| 3      | 3      | 3      | 2014年1月1日  | 2014年1月12日 | 11.82                    | 6.6                      |
| 特別集 | 特別集 | 特別集 | 2016年1月1日  | 2016年1月1日  | 11.64                    | 3.4                      |
| 4      | 3      | 3      | 2017年1月1日  | 2017年1月15日 | 10.00                    | 不適用                   |

### 第一季（2010年）
第一集《連環粉紅命案》部分改編自首部福爾摩斯作品《血字的研究》，由史蒂芬·莫法特編劇，保羅·麥桂根執導。故事講述福爾摩斯和華生相遇，合租倫敦貝克街一個單位，並協助調查一宗連環疑似自殺案。該集在2010年7月25日透過BBC One和BBC HD同步首播。
第二集《神秘符號》由史蒂芬·湯普森編劇，優羅斯·里安執導，講述福爾摩斯受聘於故友，調查倫敦市內的一宗銀行劫殺案。该集部分改编自《五棵橘核》。
季度結局為《解謎遊戲》，反派角色吉姆·莫里亞蒂首度登場，設計要求福爾摩斯在時限內偵破多宗看似不相連的案件。本集由马克·加蒂斯編劇，麥桂根執導，在劇終福爾摩斯與莫里亞蒂進行生死較量之際故事結束，留下了待下季分曉的懸念。

### 第二季（2012年）
《連環粉紅命案》收視相當高，據報BBC因此希望加拍幾集。2010年8月10日，《新福爾摩斯》將拍第二季的消息得以證實。「Kapow! 2011」大會上，加蒂斯確認將被改編的題材，而且第一季的三名編劇將各撰寫一集。三個獲選故事《波希米亞醜聞》、《巴斯克維爾的獵犬》和《最後一案》是其中三個最為人熟悉的故事，加蒂斯解釋選材：「我們得知首播成功後自然會想幹最著名的故事。」「問題是怎樣帶出懸念和三個故事的主題，還有夏洛克和約翰的關係的發展。不能回到『你冷酷無情。』『我不在乎。』之類的對白去。你得勇往直前並確保其他角色也有一些經歷。」首兩集由保羅·麥桂根再執導演筒，第三集則交由《異世奇人》導演托比·海因斯。第二季仍是三集各90分鐘的連續劇，原定於2011年終播出。不過，由於第一季播映完畢後的持續重播，迫使第二季順延至2012年1月。
《贝尔戈维亚丑闻》在2012年1月1日首播，由史蒂芬·莫法特編劇，保羅·麥桂根執導，部分改編自原著《波希米亞醜聞》，講述福爾摩斯受托要從艾琳·艾德勒手上奪回某皇室成員的親密照片，後者是一名擅長從權貴手中竊取機密資料的冷艷女子。

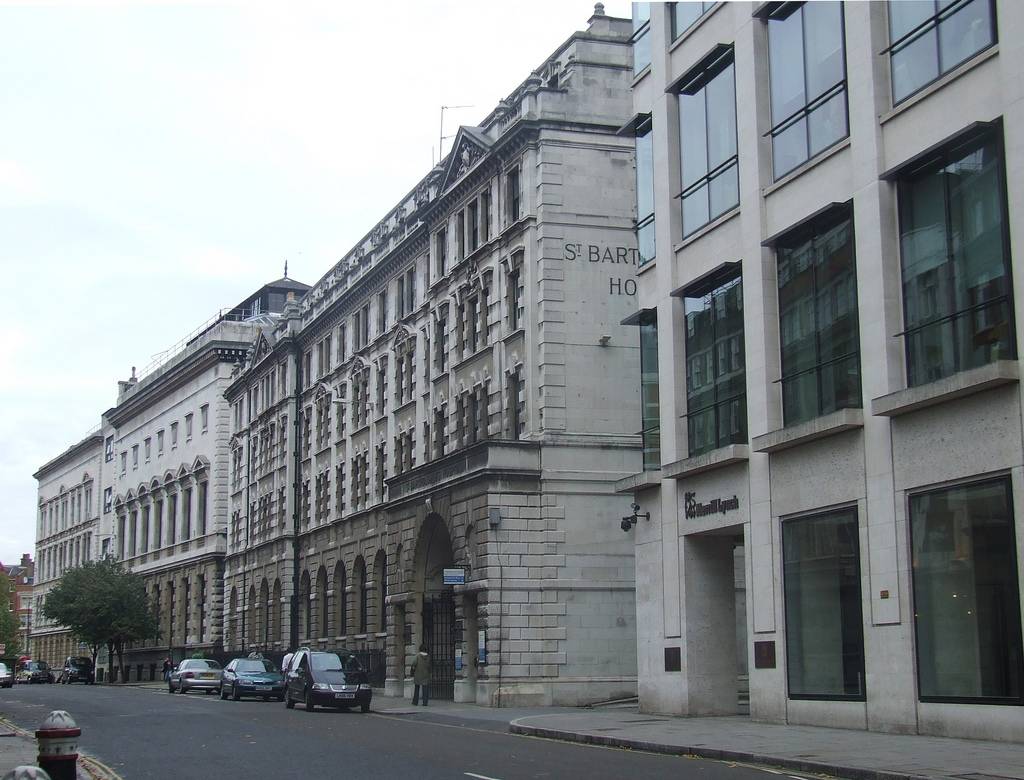
福爾摩斯從聖巴塞洛繆醫院屋頂跳下自殺後逃過一死，作為留待下季分曉的疑團，也成為網絡和報章關注的話題。

《巴斯克维尔猎犬》由马克·加蒂斯改編1902年出版的《巴斯克維爾的獵犬》，柯南·道爾最有名的作品之一。加蒂斯在保留該故事原著相關元素方面，比起其他較不起眼的故事更感責任沉重。在演出《魔性人心》後走紅的拉塞尔·托维飾演故事主人公Henry Knight，在20年前目擊父親在達特穆爾慘遭巨大惡犬撕殺，渴望福爾摩斯解決困擾多年的噩耗。本集由麥桂根執導，在2012年1月8日首播。
第二季季度結局為《萊辛巴赫墜落》，由史蒂芬·汤普森編劇，托比·海因斯執導。原創人之一的莫法特早已與海因斯在多集《異世奇人》合作過。本集在2012年1月15日首播，講述福爾摩斯與莫里亞蒂第二度正面交鋒，莫里亞蒂陰謀要讓福爾摩斯身敗名裂，並促成後者的死亡。與前季一樣，結局再度留下有關福爾摩斯生死之謎的懸念，福爾摩斯在眾目睽睽下自殺身亡，最後一鏡卻顯示他仍然生還。本集改編自《最後一案》，標題取自瑞士的萊辛巴赫瀑布（原著中福爾摩斯和莫里亞蒂同歸於盡之處）。莫法特認為自己和加蒂斯已在自己的版本裏超越了柯南·道爾的故事，並補充，在那段備受關注的情節中，依然有「一個大家都錯過的線索」。

### 網路特輯（2013年）
BBC One在2013年12月24日播放1集7分鐘迷你剧《福至如归》（Many Happy Returns）。

### 第三季（2014年）
在第二季結局播出後，莫法特和加蒂斯雙雙在Twitter上宣布第三季早已和第二季同時獲得預訂。《莱辛巴赫坠落》的解答已在攝製第二季期間一同完成。執行監製Beryl Vertue在2012年3月確認第三季將在2013年初開始製作，但播出詳情仍有待確認。莫法特其後宣布第三季在2013年1月開拍。加蒂斯會為第一集的劇本執筆，該集部分改編自《空屋》（原著中福爾摩斯復生歸來的一集）。加蒂斯透露會讓華生在重遇福爾摩斯時有不一樣的反應，「我總覺得華生只會以暈倒作反應是不太可能的，相反可能是一口可怕的髒話。」莫法特和汤普森會一如既往編寫餘下的兩集。
莫法特渴望着手讓華生遷出福爾摩斯的住處，但不肯定會否為他安排一段婚姻。莫法特亦希望起用柯南道爾作品中的其他反派和對手。他沒有透露莫里亞蒂有否製造假死，但表示在下季莫里亞蒂不會有很重的戲分。
莫法特和加蒂斯公布了第三季劇情的三個相關詞：「老鼠、婚禮、弓」（rat, wedding, bow）。在2012年8月愛丁堡國際電視節上，莫法特表示三個詞「或許有誤導作用，它們不是標題，只是一些玩笑甚或是線索，但可能是刻意讓人空想一場的計謀。」
2013年8月3日，BBC One电视台放出了一个约30秒的宣传影片，明确了福尔摩斯将在第三季“复活”的剧情。最初的消息称《神探夏洛克》第三季将在2013年10月31日播出，并且美国的播出时间将最大限度接近英国播出时间。然而饰演华生的演员马丁·费里曼在英国电影和电视艺术学院的访谈中透露第三季会在2013年12月到2014年2月之间播出。2013年9月27日BBC在报道马丁·费里曼出演电视剧《Fargo》时称《神探夏洛克》的第三季将会在2014年播出。目前美国地区的播出时间已经确定为2014年1月19日晚上十点，播放电视台为公共电视网。中国大陆地区由优酷网引进并与英国同步播映，并由制作方BBC官方提供中文字幕。2013年11月26日報導指稱BBC將於聖誕節檔期首播第三季第一集。2013年11月29日，BBC ONE電視台於官方臉書上發布第一集首映時間為2014年1月1日，第二集為1月5日，第三集為1月12日。

### 特別劇（2016年）
此集篇名為《地獄新娘》（The Abominable Bride），定於2016年1月1日分別在BBC One和美國公共電視網（PBS）頻道上首映，2016年1月2日在香港以《新福爾摩斯》片名上映，1月4日在中國大陸以《神探夏洛克》片名上映，在1月7日以《新世紀福爾摩斯：地獄新娘》片名於臺灣相關電影院上映。
本篇劇集，編劇馬克·蓋提斯（Mark Gatiss）透露改編自《墨氏家族的成人禮》（《福爾摩斯回憶錄》短篇集）。

### 第四季（2017年）
莫法特和加蒂斯在2014年1月向傳媒表示他們已完成第4和第5季的劇本。2014年7月，英國廣播公司確定第4季將於2015年拍攝，上映時間最快會在2016年。加蒂斯透露第四季將會帶有悲劇色彩，但拒絕表示口中的悲劇是否是華生的太太瑪麗將會離世。然而，莫法特在2015年5月宣布，直到2016年4月不會開始拍戲，直到2017年前還不會上映。
《新世紀福爾摩斯》第四季已於2017年1月1日晚8:30於英國首播。

## 迴響
| 季數 | 季數   | 爛番茄          | Metacritic     |
| ---- | ------ | --------------- | -------------- |
|      | 1      | 93%（27篇評論） | 85（67篇評論） |
|      | 2      | 94%（34篇評論） | 91（24篇評論） |
|      | 3      | 91%（40篇評論） | 88（23篇評論） |
|      | 特別集 | 61%（38篇評論） | 不適用         |
|      | 4      | 56%（28篇評論） | 不適用         |

### 評價
本劇獲得高度好評，第一集得到非常高的欣賞指數。《觀察家報》稱本節目是「《我与长指甲》（Withnail and I）和的結合，劇情略帶《異世奇人》色彩；但毫不驚奇，因為這是由《異世奇人》編劇马克·加蒂斯和史蒂芬·莫法特創作的。」《衛報》編輯丹·馬丁（Dan Martin）說: 「這是關於早年的故事，但也是3集90分鐘電影的首集，《連環粉紅命案》相當賞心悅目。它帶有《軍情五處》（Spooks）的敘事技巧，但毫無疑問是夏洛克·福爾摩斯的故事。推理橋段非常巧妙，而情節更是莫法特經典的樸朔迷離。」《獨立報》的湯姆·蘇圖費斯（Tom Sutolffes）撰道：「《新福爾摩斯》是幽默聰明的成功之作，它沒有把原著作品的着眼之處忽視。他們明白福爾摩斯的吸引之處是個人魅力而非故事情節。《新福爾摩斯》在某幾方面明顯與原著相異，但在重要的方面都忠於原著。」對兩名主角演出的讚賞也屢見不鮮。劇評人維多利亞·索普（Victoria Thorpe）稱：「費里曼所演能幹可靠的華生解放出現代福爾摩斯，一個現在自稱高度反社會的人。」《每日電訊報》的莎拉·克朗普顿（Sarah Crompton）在評論第二季首集時表示：「康柏拜區成功演活了一個住在自己腦袋，對外面世界漠不關心的人，使《新福爾摩斯》成為描述現代福爾摩斯的完美之作。」
柯南·道爾的書迷普遍對戲作表示讚賞。《衛報》的格威林·芒福德（Gwilym Mumford）表示「這是因為莫法特和加蒂斯都是對柯南·道爾的作品都非當熟悉，他們的改編揉合了原著和各影視改編作品。正如加蒂斯所說『一切皆具原創性。』」《每日電訊報》的莎拉·克朗普顿指劇中部分笑話和典故都是用來娛樂書迷的。《衛報》另一位編輯山姆·沃勒斯頓（Sam Wollaston）集中評論第二季最終集時讚賞本劇忠於原著，也認為「它會遊走，牽涉到手提電話和電腦黑客技術......但一點也不覺得有欺騙成分；像是公開的雙方認可的關係。」

### 收視
第二季各集的收視率一致比前季高。根據Broadcasters' Audience Research Board (BARB)晚間錄得數據，首集《連環粉紅命案》是第一季當晚收視最高的一集，共有七百五十万人收看，然而第二季的收看人數平均達8百萬。2012年1月至4月期間，透過BBC網絡平台iPlayer最多觀眾點播的三個節目分別是第二季的三集。首集《貝爾戈維亞醜聞》惹來小型報《每日郵報》的非議，該報報導艾琳·艾德勒的裸露鏡頭在晚上9時分水嶺時段（成人節目時段）前播出，引來部分觀眾不滿。還有一些評論家批評史蒂芬·莫法特把艾琳·艾德勒塑造得過於性感，但其他評論家和莫法特本人也作出反駁。季度結局《萊辛巴赫坠落》裏關於福爾摩斯如何偽造自殺的問題，引起了網絡和報章媒體的熱烈討論。
電視劇的人氣為服裝店帶來意外收益。零售商Debenhams報告不少人前來購買夏洛克的相關大衣。成衣生產商Belstaff在第一季結局播出前把班奈狄克·康柏拜區所穿的羊毛大衣重新投入生產。《獨立報》報導，「設計師保罗·科斯特洛（Paul Costelloe）因應需求，提供定製與電視劇相關的大衣和圍巾，同時薩佛街裁縫约翰·皮尔斯（John Pearse）也稱大量客人前來定製演員們穿的衣服。記者亚历克西斯·彼得里迪斯（Alexis Petridis）如此評論：「你能理解為何男人都要這個外形。也許他們注意到康柏拜區，即使不是標準的電視英俊猛男，對女性觀眾的作用多大......推測這一定和衣服有關。所以英國最新的男性時尚指標是一個無性戀、反社會、一出場便用馬鞭鞭屍的虛構角色。就連大偵探本人也不會推理到潮流會如此發展。」出版商和書店報導第一季播出期間福爾摩斯書籍的銷售量上升180%。Speedy's，劇中福爾摩斯住所取景地點樓下的三文治店也在熱潮中分一杯羹，它因為路人認得在劇中出現過而吸引到大量新顧客。BBC Online為劇中的虛構世界設立數個搭配網站，負責構建網站的編劇约瑟夫·利德斯特（Joseph Lidster）也曾為《異世奇人》設計搭配網站。2012年3月，非官方的愛好者網站Sherlockology當選Shorty Awards最佳社交媒體愛好者網站。

### 性向定位爭議
編劇馬克·加蒂斯是已出櫃的男同性戀者，且當選過《獨立報周日》評選的英國2010年和2011年最有影響力的同性戀者，並和該劇中的演員Ian Hallard有民事伴侶關係。
有評論認為，電視劇中的一些情節亦在暗示福爾摩斯與華生的同性戀關係，例如他們搬進貝克街的公寓後，房東哈德遜夫人認為他們是一起的，對他們說「如果你們需要一間的話，樓上還有一間臥室。」（There's another bedroom upstairs... that is if you'll be needing one.），以及他們去餐館吃飯時，餐館老闆說「夏洛克，菜單上所有的東西你和你的情人都可以點。我去拿支蠟燭擺在桌子上，這樣更浪漫些。」 （Sherlock, anything on the menu, free, for you and your date. I'll get a candle for the table. It's more romantic.）。華生和福爾摩斯亦一度認為對方是同性戀，華生問福爾摩斯：「你有男朋友嗎？有的話也沒關係。」（Do you have a boyfriend? which is fine by the way.）福爾摩斯回答他：「我已經和工作結婚了，不過知道你喜歡我我挺高興的。」（I consider myself married to my work but I am flattered you like me.）
然而這些情節卻引發了一些福爾摩斯原著書迷們的惱火，而編劇馬克·加蒂斯回應稱不喜歡對於觀眾也沒有很大影響，夏洛克·福爾摩斯是總被搬上螢幕的人物，總會有下一個出來，另一編劇史蒂芬·莫法特則稱2009年的電影版本同性戀傾向更為嚴重。而福爾摩斯小說愛好者、曾舉辦偵探小說書展的Peter Stewart則表示不喜歡夏洛克有同性戀傾向這個說法，並稱這並不是阿瑟·柯南·道爾爵士的構思。

## 獎項
| 年份 | 獎項                 | 類別                                     | 提名                                                                                                  | 結果 |
| ---- | -------------------- | ---------------------------------------- | --- | ---- |
| 2010 | 犯罪驚悚片獎         | 最佳男主角                               | 班奈狄克·康柏拜區                                                                                     | 獲獎 |
| 2010 | 犯罪驚悚片獎         | 最佳男配角                               | 鲁珀特·格雷夫斯                                                                                       | 提名 |
| 2011 | 英國學術電視獎       | 最佳劇集                                 | 新福爾摩斯 (第一季)                                                                                   | 獲獎 |
| 2011 | 英國學術電視獎       | YouTube Audience Award                   | 新福爾摩斯 (第一季)                                                                                   | 提名 |
| 2011 | 英國學術電視獎       | 最佳男主角                               | 班奈狄克·康柏拜區                                                                                     | 提名 |
| 2011 | 英國學術電視獎       | 最佳男配角                               | 馬丁·費里曼                                                                                           | 獲獎 |
| 2011 | 英國學術電視獎       | 最佳剪辑                                 | 查理·菲利普斯（連環粉紅命案）                                                                         | 獲獎 |
| 2011 | 英國學術電視獎       | 最佳導演                                 | 保羅·麥桂根（連環粉紅命案）                                                                           | 提名 |
| 2011 | 英國學術電視獎       | 最佳原創音樂                             | 大衛·阿諾德 / 邁克爾·普賴斯（連環粉紅命案）                                                           | 提名 |
| 2011 | 英國學術電視獎       | 最佳藝術指導                             | 阿韋爾·瓊斯（連環粉紅命案）                                                                           | 提名 |
| 2011 | 第63屆黃金時段艾美獎 | 最佳編劇(迷你劇集或電視電影)             | 史蒂芬·莫法特（連環粉紅命案）                                                                         | 提名 |
| 2011 | 第63屆黃金時段艾美獎 | 最佳單攝像機圖像剪輯(迷你劇集或電視電影) | 查理·菲利普斯（連環粉紅命案）                                                                         | 提名 |
| 2011 | 第63屆黃金時段艾美獎 | 最佳特殊視覺效果(迷你劇集或電視電影)     | James D. Etherington / Danny Hargreaves（連環粉紅命案）                                               | 提名 |
| 2011 | 第63屆黃金時段艾美獎 | 最佳編曲                                 | 大衛·阿諾德 / 邁克爾·普賴斯（連環粉紅命案）                                                           | 提名 |
| 2011 | 電視影評人協會獎     | 最佳電視電影、迷你劇集或特別節目         | 新福爾摩斯                                                                                            | 獲獎 |
| 2012 | 英國學術電視獎       | YouTube Audience Award                   | 新福爾摩斯 (第二季)                                                                                   | 提名 |
| 2012 | 英國學術電視獎       | 最佳男主角                               | 班奈狄克·康柏拜區                                                                                     | 提名 |
| 2012 | 英國學術電視獎       | 最佳男配角                               | 馬丁·費里曼                                                                                           | 提名 |
| 2012 | 英國學術電視獎       | 最佳男配角                               | 安德鲁·斯科特                                                                                         | 獲獎 |
| 2012 | 英國學術電視獎       | 最佳編劇                                 | 史蒂芬·莫法特（貝爾戈維亞醜聞）                                                                       | 獲獎 |
| 2012 | 英國學術電視獎       | 最佳剪辑                                 | 查理·菲利普斯（貝爾戈維亞醜聞）                                                                       | 獲獎 |
| 2012 | 英國學術電視獎       | 最佳音效                                 | John Mooney / Jeremy Child / Howard Bargroff / Doug Sinclair（貝爾戈維亞醜聞）                        | 獲獎 |
| 2012 | 第64屆黃金時段艾美獎 | 最佳迷你劇集或電視電影                   | 貝爾戈維亞醜聞                                                                                        | 提名 |
| 2012 | 第64屆黃金時段艾美獎 | 最佳男主角(迷你影集或電視電影)           | 班奈狄克·康柏拜區                                                                                     | 提名 |
| 2012 | 第64屆黃金時段艾美獎 | 最佳男配角(迷你影集或電視電影)           | 馬丁·費里曼                                                                                           | 提名 |
| 2012 | 第64屆黃金時段艾美獎 | 最佳導演(迷你劇集或電視電影)             | 保羅·麥桂根（貝爾戈維亞醜聞）                                                                         | 提名 |
| 2012 | 第64屆黃金時段艾美獎 | 最佳選角(迷你劇集或電視電影)             | 貝爾戈維亞醜聞                                                                                        | 提名 |
| 2012 | 第64屆黃金時段艾美獎 | 最佳編劇(迷你劇集或電視電影)             | 史蒂芬·莫法特（貝爾戈維亞醜聞）                                                                       | 提名 |
| 2012 | 第64屆黃金時段艾美獎 | 最佳攝影(迷你劇集或電視電影)             | Fabian Wagner（貝爾戈維亞醜聞）                                                                       | 提名 |
| 2012 | 第64屆黃金時段艾美獎 | 最佳單攝像機圖像剪輯(迷你劇集或電視電影) | 查理·菲利普斯（貝爾戈維亞醜聞）                                                                       | 提名 |
| 2012 | 第64屆黃金時段艾美獎 | 最佳藝術指導(迷你劇集或電視電影)         | 阿韋爾·瓊斯 / Dafydd Shurmer / Joelle Rumbelow（貝爾戈維亞醜聞）                                      | 提名 |
| 2012 | 第64屆黃金時段艾美獎 | 最佳服裝(迷你影集或電視電影)             | Sarah Arthur / Ceri Walford（貝爾戈維亞醜聞）                                                         | 提名 |
| 2012 | 第64屆黃金時段艾美獎 | 最佳編曲(迷你影集或電視電影)             | 大衛·阿諾德 / 邁克爾·普賴斯（貝爾戈維亞醜聞）                                                         | 提名 |
| 2012 | 第64屆黃金時段艾美獎 | 最佳混音(迷你影集或電視電影)             | Jeremy Child / Doug Sinclair（貝爾戈維亞醜聞）                                                        | 提名 |
| 2012 | 第64屆黃金時段艾美獎 | 最佳音效剪輯(迷你影集或電視電影)         | Howard Bargroff / John Mooney（貝爾戈維亞醜聞）                                                       | 提名 |
| 2012 | 犯罪驚悚片獎         | 最佳電視劇集                             | 新福爾摩斯 (第二季)                                                                                   | 獲獎 |
| 2012 | 犯罪驚悚片獎         | 最佳男主角                               | 班奈狄克·康柏拜區                                                                                     | 獲獎 |
| 2012 | 犯罪驚悚片獎         | 最佳男配角                               | 馬丁·費里曼                                                                                           | 獲獎 |
| 2012 | 犯罪驚悚片獎         | 最佳女配角                               | 尤娜·斯塔布斯                                                                                         | 提名 |
| 2012 | 電視評論家選擇獎     | 最佳迷你劇集/電視電影                    | 新福爾摩斯 (第二季)                                                                                   | 獲獎 |
| 2012 | 電視評論家選擇獎     | 最佳男主角(迷你影集或電視電影)           | 班奈狄克·康柏拜區                                                                                     | 獲獎 |
| 2012 | 電視評論家選擇獎     | 最佳女主角(迷你影集或電視電影)           | 蘿拉·普沃                                                                                             | 提名 |
| 2012 | 電視影評人協會獎     | 最佳電視電影、迷你劇集或特別節目獎       | 新福爾摩斯 (第二季)                                                                                   | 提名 |
| 2014 | 第66屆黃金時段艾美獎 | 最佳電視電影                             | 最後的誓言                                                                                            | 提名 |
| 2014 | 第66屆黃金時段艾美獎 | 最佳男主角(迷你影集或電視電影)           | 班奈狄克·康柏拜區                                                                                     | 獲獎 |
| 2014 | 第66屆黃金時段艾美獎 | 最佳男配角(迷你影集或電視電影)           | 馬丁·費里曼                                                                                           | 獲獎 |
| 2014 | 第66屆黃金時段艾美獎 | 最佳編劇(迷你劇集或電視電影)             | 史蒂芬·莫法特（最後的誓言）                                                                           | 獲獎 |
| 2014 | 第66屆黃金時段艾美獎 | 最佳導演(迷你劇集或電視電影)             | 尼克‧赫倫（最後的誓言）                                                                               | 提名 |
| 2014 | 第66屆黃金時段艾美獎 | 最佳選角(迷你劇集或電視電影)             | 最後的誓言                                                                                            | 提名 |
| 2014 | 第66屆黃金時段艾美獎 | 最佳攝影(迷你劇集或電視電影)             | Neville Kidd（最後的誓言）                                                                            | 獲獎 |
| 2014 | 第66屆黃金時段艾美獎 | 最佳單攝像機圖像剪輯(迷你劇集或電視電影) | Yan Miles（最後的誓言）                                                                               | 獲獎 |
| 2014 | 第66屆黃金時段艾美獎 | 最佳編曲(迷你影集或電視電影)             | 大衛·阿諾德 / 邁克爾·普賴斯（最後的誓言）                                                             | 獲獎 |
| 2014 | 第66屆黃金時段艾美獎 | 最佳音效剪輯(迷你影集或電視電影)         | Doug Sinclair / Stuart McCowan / Jon Joyce / Paul McFadden / Will Everett / Sue Harding（最後的誓言） | 獲獎 |
| 2014 | 第66屆黃金時段艾美獎 | 最佳混音(迷你影集或電視電影)             | John Mooney / Howard Bargroff / Doug Sinclair / Peter Gleaves（最後的誓言）                           | 提名 |
| 2014 | 電視評論家選擇獎     | 最佳電視電影                             | 最後的誓言                                                                                            | 提名 |
| 2014 | 電視評論家選擇獎     | 最佳男主角(迷你影集或電視電影)           | 班奈狄克·康柏拜區                                                                                     | 提名 |
| 2014 | 電視評論家選擇獎     | 最佳男配角(迷你影集或電視電影)           | 馬丁·費里曼                                                                                           | 提名 |
| 2014 | 電視評論家選擇獎     | 最佳女配角(迷你影集或電視電影)           | 阿曼達·艾賓頓                                                                                         | 提名 |

## 相關發行和營銷
第一季DVD和Blu-ray由2entertain分別於2010年8月30日在英國，11月4日在澳大利亞，2010年11月9日在美國發行。DVD收錄全季三集和特別花絮。《連環粉紅命案》由史蒂芬·莫法特，马克·加蒂斯和蘇惟周評述，《解謎遊戲》則有班奈狄克·康柏拜區，馬丁·費里曼和马克·加蒂斯。由Coky Giedroyc執導，未播出的60分鐘版試播集《連環粉紅命案》也收錄其中。評論家Mark Lawson稱此舉「勇氣可嘉」。British Board of Film Classification把試播集和其外三集評級為12（12歲以下人士不得租借或購買）。DVD還收錄一段32分鐘製作花絮《Unlocking Sherlock》。
第二季的影碟於2012年1月23日在英國發行，特別花絮包括《貝爾戈維亞醜聞》和《巴斯克維爾獵犬》的評述和紀錄片《Sherlock Uncovered》。其後，Silva Screen分在2012年1月30日和2月27日發布首兩季的原聲帶專輯。
BBC Books也為柯南·道爾的原著小說出版搭配版本，封面為兩名演員康柏拜區和費里曼的劇照。2011年秋季發行的《血字的研究》和《福爾摩斯辦案記》分別附有莫法特和加蒂斯寫的序言。2012年3月發行的《巴斯克維爾的獵犬》、《四签名》和《福爾摩斯回憶錄》分別由康柏拜區、費里曼和湯普森寫序。根據《廣播時報》报道，《新福爾摩斯》的成功使得柯南·道爾的原著作品再度熱賣。
日本《YOUNG ACE》杂志宣布将于2012年10月4日开始连载改编自该剧的漫画。脚本由史蒂文·莫法特和马克·加蒂斯担任，作画由Jay.负责。中文版由海星创造出品、新星出版社出版。

## 外部連結
- 在BBC Online了解Sherlock
- 哈斯伍德电影公司上的Sherlock
- 在优酷观看《神探夏洛克》（仅限位于中国大陆）

- 互联网电影数据库（IMDb）上《Sherlock》的资料（英文）
- BBC Press Office (12 July 2010). "Sherlock （页面存档备份，存于）". Press pack. Retrieved on 12 July 2010.
- 公共電視─新世紀福爾摩斯 （页面存档备份，存于）
- 在Netflix上觀看《神探夏洛克》

### 關連網站
- The Science of Deduction
- John Watson's Blog
- Molly Hooper's Diary （页面存档备份，存于）
- Connie Prince's official site （页面存档备份，存于）